# 提婆達多
提婆達多（だいばだった、梵, 巴: Devadatta、デーヴァダッタ、略称：提婆、音写：調達、訳：天授）は、釈迦仏の弟子で、後に違背したとされる人物である。
厳格な生活規則を定め、釈迦仏の仏教から分離した彼のサンガデーヴァダッタ派は、後世にまで存続した。

## 名前
デーヴァダッタという名前は、ヤジュニャダッタのように、インドにおいてはごくありふれた名前であった。

## 人物・来歴
釈迦の弟子の一人で釈迦の従兄弟に当たるといわれ、多聞第一で有名な阿難（アーナンダ）の兄、または耶輸陀羅（ヤショーダラー、釈迦の后）の兄弟とする説が一般的である。
彼の親族及び身辺は、
1. Mah.II,Mah.Tika.p.86によると、Suppabaddhaの子にして、Bhaddakaccanaの弟とする。Mah.II.22では、釈迦族のSuppabuddaとAmita女との間に生まれ、釈迦の妃Bhaddakaccanaaの弟。Dap.A.III.p44には、Suppabuddaの子でYasodharaaの兄弟とする。
2. 甘露飯王（かんろぼんのう、アムリトーダナ、Amṛtodana）の子で、阿難の兄とされる。
3. 斛飯王（ごくぼんのう、ドローノーダナ、Droṇodana）の子で、阿難の兄。五通を得て驕り、阿闍世（アジャータサットゥ）王を唆して、釈迦仏を殺さんとした。富蘭那迦葉と親交があるという（大智度論）説。これが一般的に多用されている。

など、多くの説がある。
彼は釈迦族の諸王子たちと共に釈迦仏の弟子となったが、その後は驕慢の心を起こし、サンガの教導を提案。釈迦に「五事の戒律」を提案するも受け入れられなかったので、分派して新しい教団をつくったという。彼が釈迦に提唱した「五事の戒律」は以下の通り。
1. 人里離れた森林に住すべきであり、村邑に入れば罪となす。
2. 乞食（托鉢）をする場合に、家人から招待されて家に入れば罪となす。
3. ボロボロの糞掃衣（ふんぞうえ）を着るべきであり、俗人の着物を着れば罪となす。
4. 樹下に座して瞑想すべきであり、屋内に入れば罪となす。
5. 魚肉、乳酪、塩を食さず。もし食したら罪となす。

ちなみに、これら提婆達多が提示した五事の戒律が厳しいことや、釈迦仏が入滅の直前に純陀からスーカラマッタヴァという豚肉（あるいは豚が探すトリュフのようなキノコとも）を供養をしてから食した事などから、仏教学においては、初期の釈迦仏教教団の戒律はそれほど厳しいものではなかったという指摘がされている。元々、教団自体も戒律が多かったわけではなく、状況に応じて戒律を決めていったところがあり、強姦された尼僧を釈迦が赦したこともあった。

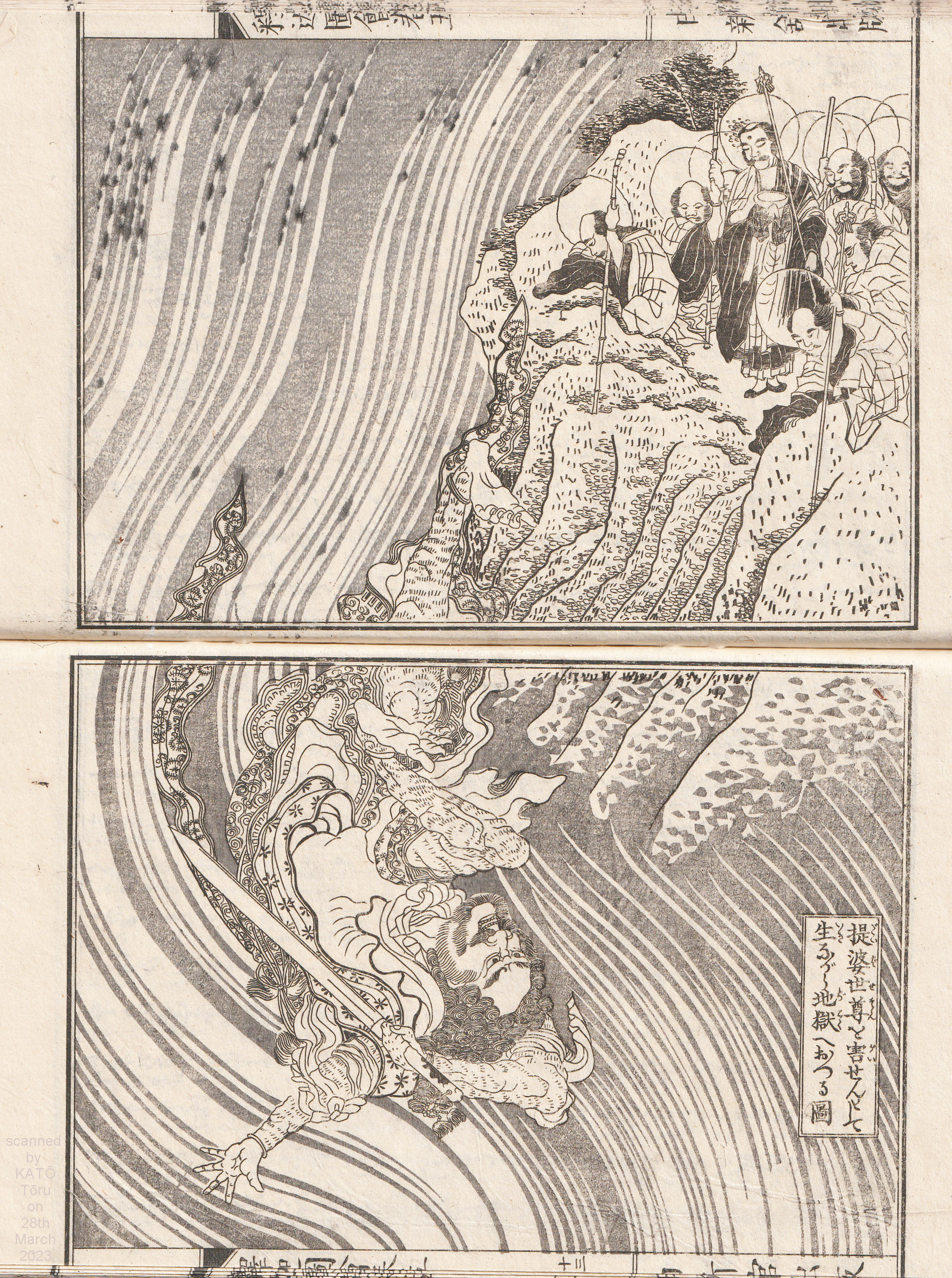
生きたまま地獄に落ちる提婆達多。葛飾北斎・画。『釈迦御一代記図会』(1839年)より

また、彼は五逆罪（ごぎゃくざい）に抵触する罪を犯したため、生きながら無間地獄に落ちたといわれている。なお彼が犯したとされる五逆罪にあたる行為とは以下の通りである。
1. 破和合僧（はわごうそう）、釈迦教団を出て分派活動を行った[5]。
2. 出仏身血（すいぶつしんけつ）、霊鷲山の山頂から大石を落として釈迦仏の足の指から出血させた[6]。

他にも提婆達多はナーラーギリという象を酒に酔わせて、釈迦を襲わせた。阿難長老は三度拒まれても、象から釈迦を庇おうとしたという。この後、ナーラーギリは釈迦の神通力と威光に圧倒された。

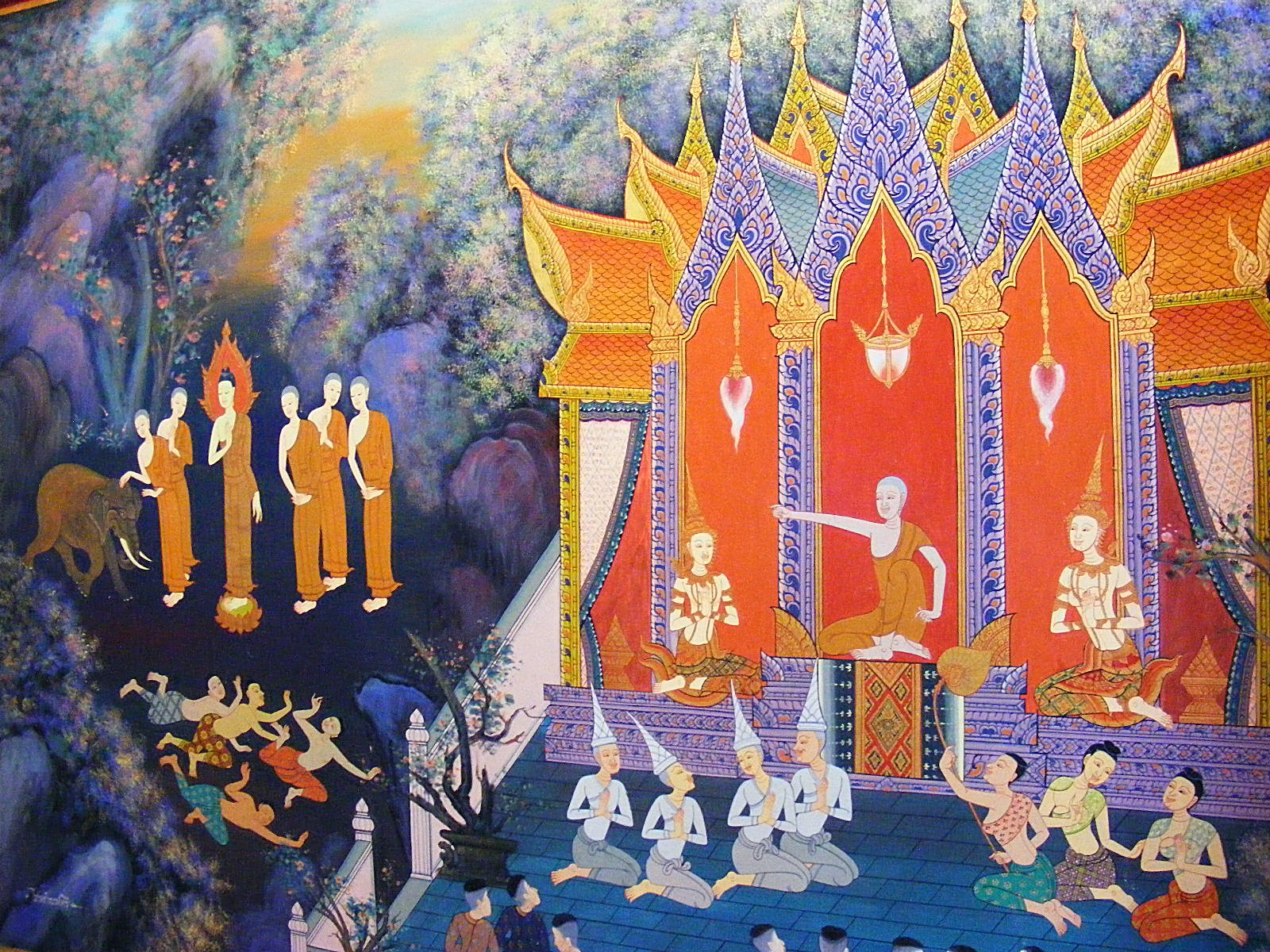
象に釈迦を襲わせる提婆達多

## 提婆達多の仏教と位置づけ
7世紀にインドを訪れた玄奘三蔵の『大唐西域記・巻十』には、提婆達多が生きながら地獄に堕していった穴がインドに残っていたこと、またベンガル地方では後期まで提婆達多派の教団が存在しており、三伽藍を要して乳酪を口にせず提婆達多の遺訓を遵奉し、過去七仏の中でも釈迦仏を除いた賢劫の三仏を信奉していた事などが記されている。また法顕三蔵も5世紀にネパール国境近くで提婆達多派の教団に遭遇したと報告している。

### 部派仏教における扱い
『増一阿含経』には、提婆達多が逆罪を犯した様子が描かれている。しかし増一は、阿含経の中でも最も後期の部派仏教による成立であり、堤婆達多が釈尊に逆心し大罪を犯したとする内容は現在の仏教学においては疑問視されている。
なお同経には、彼の末路が詳細に述べられている。彼は三逆罪を犯した後、自身の爪に毒を塗り釈迦を殺さんとするも、地中から炎の暴風が巻き起こり巻き込まれる。この刹那に提婆達多は悔いて「南無仏」と言おうとしたが焼き尽くされ、地獄の最下層である阿鼻地獄へと堕ちていった。彼は現在、賢劫中は阿鼻地獄に堕しているが、その後四天王に生まれ、幾度か転生を繰り返し天界を次第に昇り、最後に人間界に戻ってくるという。地獄に堕ちる直前に「南無仏」と称えようとして言い切ることが出来ずに地獄に堕ちた因縁から、「南無」(Namas)という名の辟支仏（びゃくしぶつ＝縁覚）になるといわれる。
ジャータカ（釈迦前世物語）には、釈迦と提婆達多の因縁が描かれる。ジャータカにおける提婆達多については、ミリンダ王の問い（インド・グリーク朝の王メナンドロス1世と比丘ナーガセーナの対話）で補足されている。
まず、釈迦と提婆達多が前世において商人だった頃、零落した家の祖母と孫娘が使っていた黄金の器をめぐって争う。提婆達多は安く手に入れるために策略を回らしたが、釈迦は正直に打ち明けて女から黄金の器を手に入れる。黄金の器を手に入れそこなった提婆達多は怒りのあまり死んでしまい、「これがボーディサッタ（菩薩）に抱いた最初の恨みである。」と述べている。
以後、ジャータカの数々の逸話で提婆達多と釈迦は遭遇するが、時に提婆達多と釈迦は父親と息子、あるいは提婆達多が人間（人間道）、釈迦が動物（畜生道）として登場する。これについて、ミリンダ王の問いでは「デーヴァダッタは釈迦にだけ敵対したのであって、釈迦と遭遇しなかった生涯では数々の善行と布施を行い、功徳をつみ栄光を受けた」と述べている。

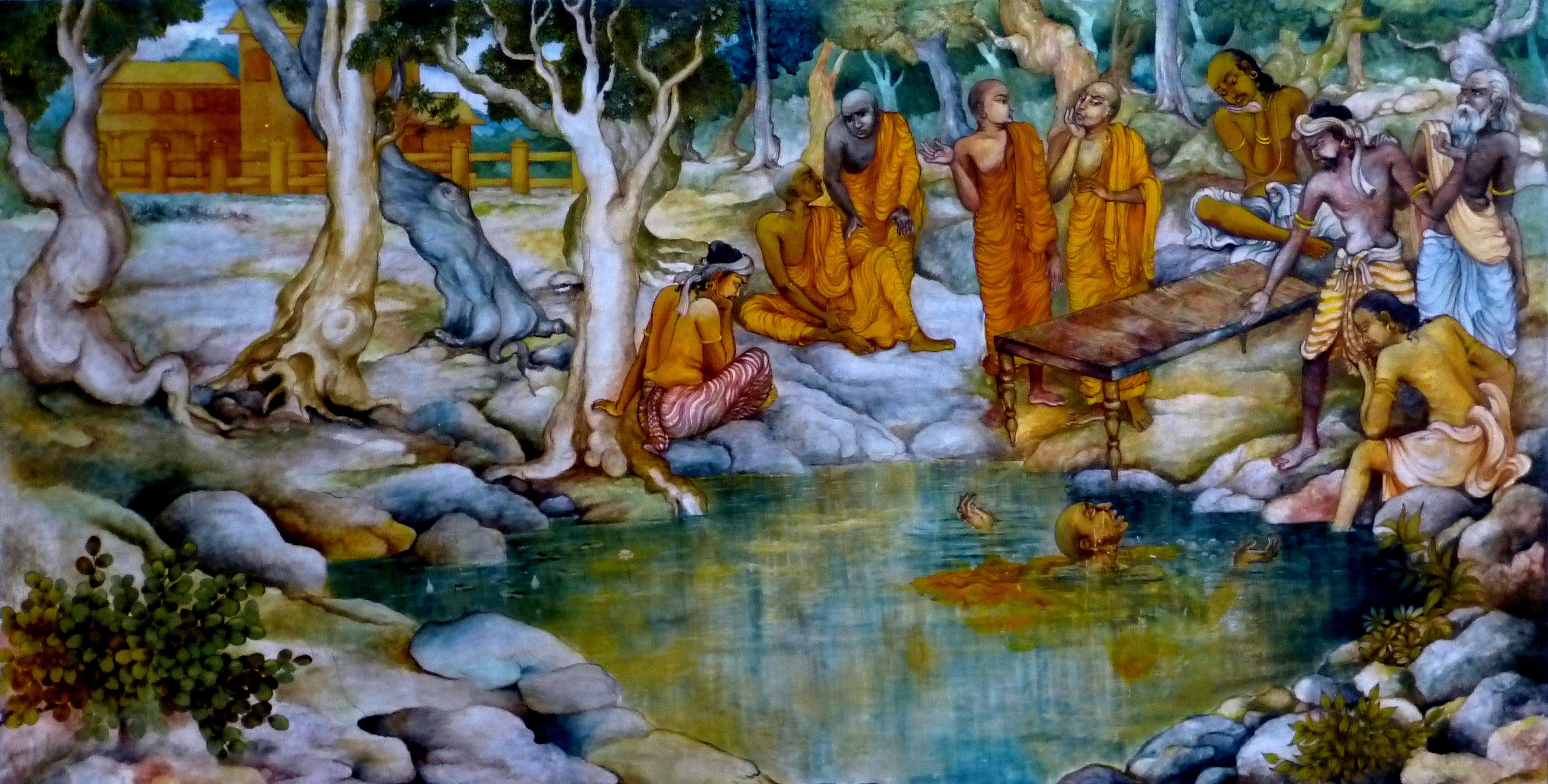
地面にのまれる提婆達多

提婆達多の末路については、自らの所業を後悔して釈迦に謝罪しに行くものの、祇園精舎の入り口にあった蓮池の付近で地面が裂け、地獄から噴き出た火に包まれる。提婆達多は「わが骨をもって、いのちをもって、かの最上の人、神の神、人を調御する者、あまねく一切を見る人、百の福相をもつ人、そんな仏に、帰依したてまつる」（ミリンダ王の問いでは「全身全霊をもって、かの最勝の者、神々に超えすぐれた神、調御をうける人の御者、普く見る眼をもつ者、百の善福の特徴をもつ者、そのブッダに、わたしは生命のあらん限り帰依します」）と詩を唱えて、アヴィーチ地獄（無間地獄）に落ちた。また提婆達多に従っていた500家族の侍者も、一緒に地獄へ落ちた。
釈迦は提婆達多が自分の元で出家した場合、一時は地獄に落ちるものの最終的に苦しみから脱すると知り、あえて出家を許したとする。提婆達多は死ぬ前に前述の詩を述べて釈迦に帰依したため、地獄を脱したのちにアッティッサラ（Aṭṭhissara）という名前の「独覚」になるという。

### 大乗仏教における扱い

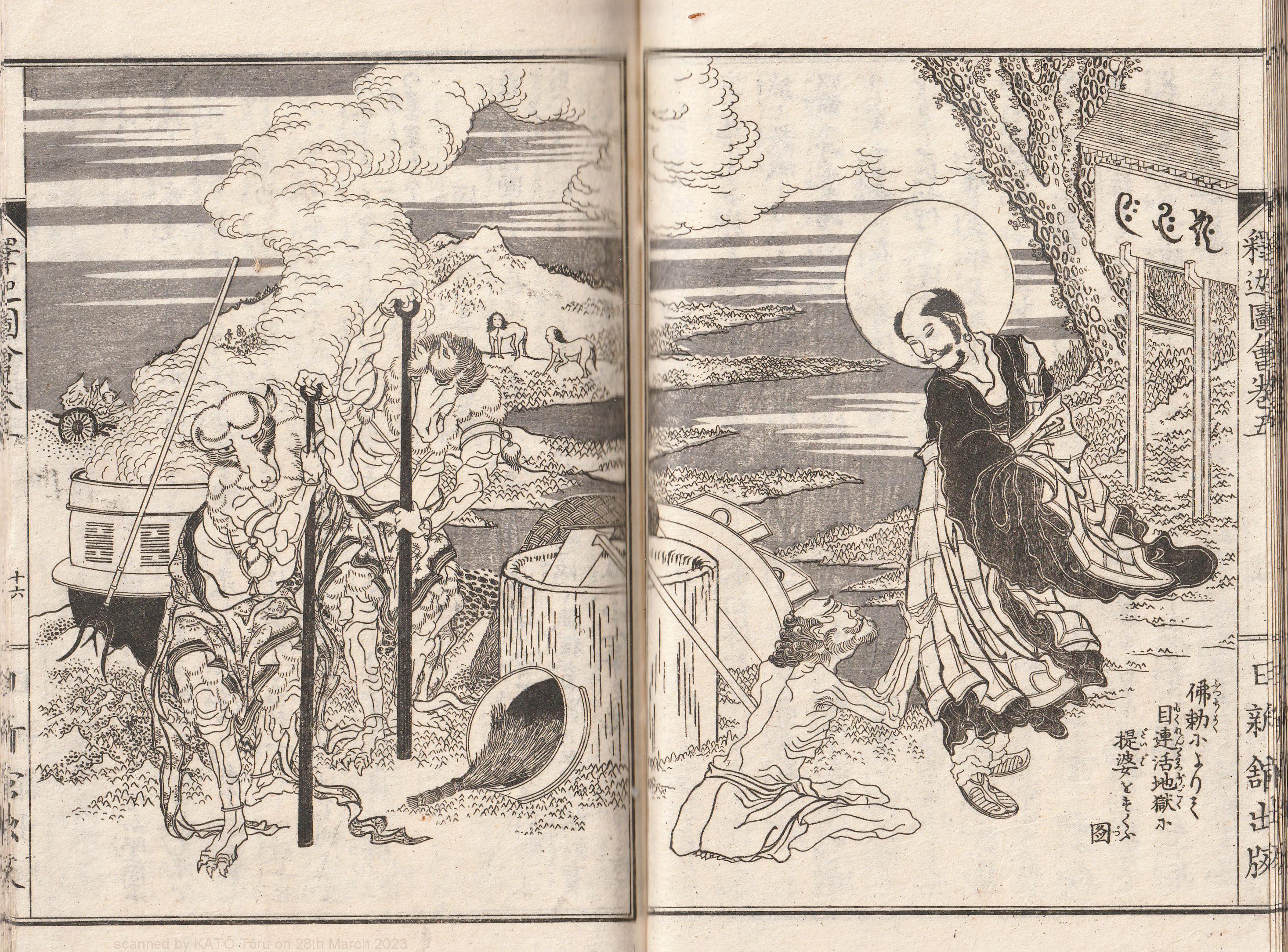
釈迦の命令をうけた目連が、地獄で提婆達多を救う図。葛飾北斎・画。『釈迦御一代記図会』(1839年)より

「法華経」提婆達多品第十二では、提婆達多は天王如来 (devarāja) という名前の仏となるという未来成仏が説かれている。これは、のちの日本仏教、特に鎌倉以後の諸宗に大きな影響を与え、この期以後の禅、念仏、日蓮の各宗は、この悪人の成仏を主張している。
また、「讃阿弥陀仏偈和讃」（親鸞著）では、「仏説観無量寿経」に登場する阿弥陀如来、観音菩薩、勢至菩薩、ガウタマ・シッダールタ（釈迦如来）、プールナ、マハーマウドガリヤーヤナ、アーナンダ、ビンビサーラ、ヴァイデーヒー、ジーヴァカ、チャンドラプラディーパ、アジャータシャトル、雨行大臣、守門者と共に、デーヴァダッタが浄土教を興起せられた15人の聖者として列せられている。

## 演じた俳優
- 勝新太郎(『釈迦』1961年、大映）
- 井上昭文(『愛の戦士レインボーマン』1972年、NET、東宝 )- その名を名乗る「奇蹟の老人」として登場する。

## 関連書籍
- 中勘助『提婆達多』（岩波文庫ほか）「全集」は旧版が角川書店、新版が岩波書店。

### 関係論文
- CiNii>提婆達多
- INBUDS>提婆達多